# Горская, Мирра Александровна
Мирра Александровна Горская (по фамилии мужа — Иванова; 10 июня 1927, г. Боровичи, Новгородская губерния, РСФСР, СССР — 4 октября 2021, Псков) — советская и российская театральная актриса. Заслуженная артистка РСФСР (1982), ветеран труда (1983).

## Биография
Мирра Александровна родилась на Новгородчине в городке Боровичи. С детства пела, танцевала, давала концерты и вскоре поступила на учёбу в ленинградское Вагановское училище. 10 июня 1941 года на свой день рождения приехала к матери в родной город, где её и застала война. В связи с перекрытием всех дорог осталась в Боровичах; сначала работала в швейной мастерской, где шила вещи для фронтовиков, затем — на заводе укладчицей кирпичей.
В марте 1943 года в город был эвакуирован Ленинградский театр оперетты, и Мирру по просьбе матери пригласили на прослушивания. Станцевавшая, рассказавшая стихотворение, спевшая пятнадцатилетняя девочка впечатлила режиссёра и была принята в балетную студию театра. В Боровичах в составе творческой группы выступала в госпиталях перед раненными бойцами. В 1945 году вернулась в Ленинград. Работала в Пятигорском театре музыкальной комедии, в Новгородской и псковской филармониях.
С 1949 по 1951 год — артистка Псковского областного театра драмы им. А. С. Пушкина. Работала в Дзержинском драматическом театре и Чебоксарском русском драматическом театре.
С 1970 года и до конца жизни была артисткой Псковского академического театра драмы им. А. С. Пушкина.
Скончалась 4 октября 2021 года на 95 году жизни. Похоронена 6 октября кладбище «Орлецы-2» Пскова.

## Награждения
В 1982 году присвоено звание Заслуженная артистка РСФСР .
Почетный Знак «За достижения в культуре» (1998).
Медаль «За заслуги перед Псковом» (2004).
Благодарность Президента РФ Дмитрия Медведева «за заслуги в области культуры и многолетнюю плодотворную деятельность» (2011).
Почетные грамоты администрации Псковской области и городской Думы.
Многократно становилась лауреатом смотра-конкурса псковского отделения СТД РФ «Лучшая роль сезона».